# Martinikerk

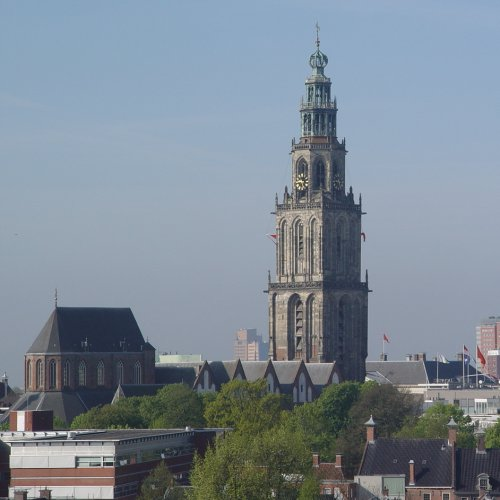
Martinikerk e sua torre, Martinitoren, com 97m de altura.

Martinikerk (do neerlandês, que significa igreja de Martinho) é uma igreja da cidade de Groninga, nos Países Baixos. A igreja e sua torre associada (a Martinitoren) receberam seus nomes em homenagem a Martinho de Tours (316 - 397), santo patrono do arcebispado de Utrecht, ao qual pertence Groninga.
Os cidadãos de Groninga costumam referir-se à torre como d'Olle Grieze ("Antiga Cinzenta", em português).
A Martinikerk contém exemplos de arquitetura de vários períodos. Grande parte da pintura nas paredes e teto foi preservada, inclusive uma retratando a vida de Jesus Cristo, feita no século XVI.
O órgão da igreja foi reconstruído e expandido por Arp Schnitger, famoso construtor desse instrumento, entre outros especialistas.